# Pombia Safari Park
Pombia Safari Park est un parc safari, zoo et parc d'attractions situé à Pombia, Piémont, au nord de l'Italie.

## Historique
Créé par Angelo Lombardi en 1976, le parc Safari s'étend sur 400 000 mètres carrés. Après le déclin progressif de l'ancienne structure, acquise par Orfeo Triberti, propriétaire depuis 1999, le parc a connu une remarquable reprise et l'expansion dans les années à venir, il est présenté comme une réalité plus fonctionnelle, composé de deux zones distinctes : la zone de divertissement et le Parc Safari.
Le parc Safari a également signé une collaboration en accord avec la Faculté de médecine vétérinaire de l'Université de Turin sur les projets de recherche qui portent sur la pathologie et le bien-être des animaux d'élevage et la conservation des espèces en péril d'extinction. 

## Naissance du Lion blanc
En septembre 2004, après 3 mois de gestation, une paire de lions blancs, appelé Flash et Moon, importé au Parc Safari d'un parc allemand, a donné naissance à sa première portée. Pendant le processus de la naissance, toutefois, des complications ont nécessité une intervention pharmacologique et à partir du deuxième jour, les lionceaux ont été soustraits à la mère en raison d'une pénurie de lait. Malgré l'utilisation d'incubateurs et de lactation artificiels, les lionceaux ont contracté un virus qui les a conduits à la mort en moins d'un mois. Deux ans plus tard, en 2006, le même couple a donné naissance à une lionne blanche appelée Ashanti qui a atteint l'âge adulte, ce qui était une première en Italie. La petite, toutefois, selon la biologiste du parc, Cathrin Schröder, a été immédiatement retirée aux parents, la mère ne se souciait pas d'elle et l'animal a été artificiellement alimenté avec une poudre de lait à haute teneur en protéines.

## Sos Elephants
Sos Elephants est une fondation sans but lucratif, créé en juillet 2011 par le Safari Park Pombia, à promouvoir la conservation de l'Éléphant de Bornéo.
Sa mission est d'assurer la survie à long terme des éléphants pygmées de l'État de Sabah, Bornéo (Malaisie). En 2014, le parc favorise l'initiative de donner plus de soutien à la fondation à l'appui de l'éléphant de Bornéo. En raison du succès de Sos Elephants, qui est consacré une part de chaque billet, le titulaire Orfeo Triberti, serait en effet de créer, à Bornéo, une zone similaire à une réserve, dans laquelle ils peuvent vivre et d'augmenter en nombre, parce que les éléphants pygmées est présent exclusivement sur l'île. Les missions de la fondation sont de fournir un soutien technique, des programmes de gestion financière et administrative et la protection des espèces d'éléphants présents dans leurs aires protégées, aider à la gestion des zones ou bastions protégés pour les éléphants dans leur habitat naturel, appuyer les initiatives des programmes de recherche élevage en captivité et menée dans les pays d'origine de cette espèce d'éléphants, ainsi que pour aider à participer à l'élaboration d'un plan global pour élevage en captivité des espèces d'éléphants.

## Quelques données
- Superficie : 400 000 m2.
- Il accueille environ 600 animaux
- Il est situé à 25 km de l'aéroport de Milan Malpensa

## Galerie

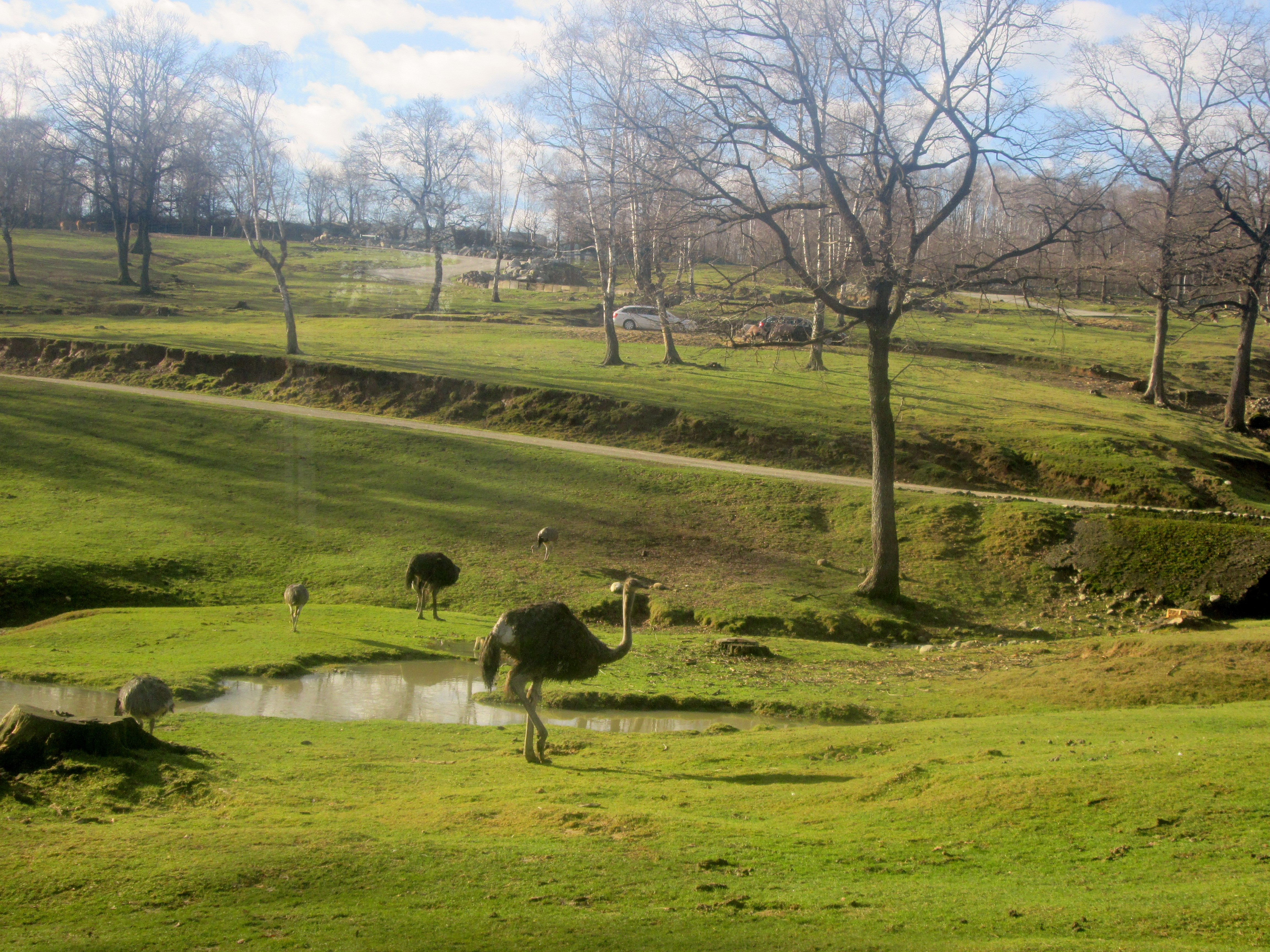
Nandous et Autruches
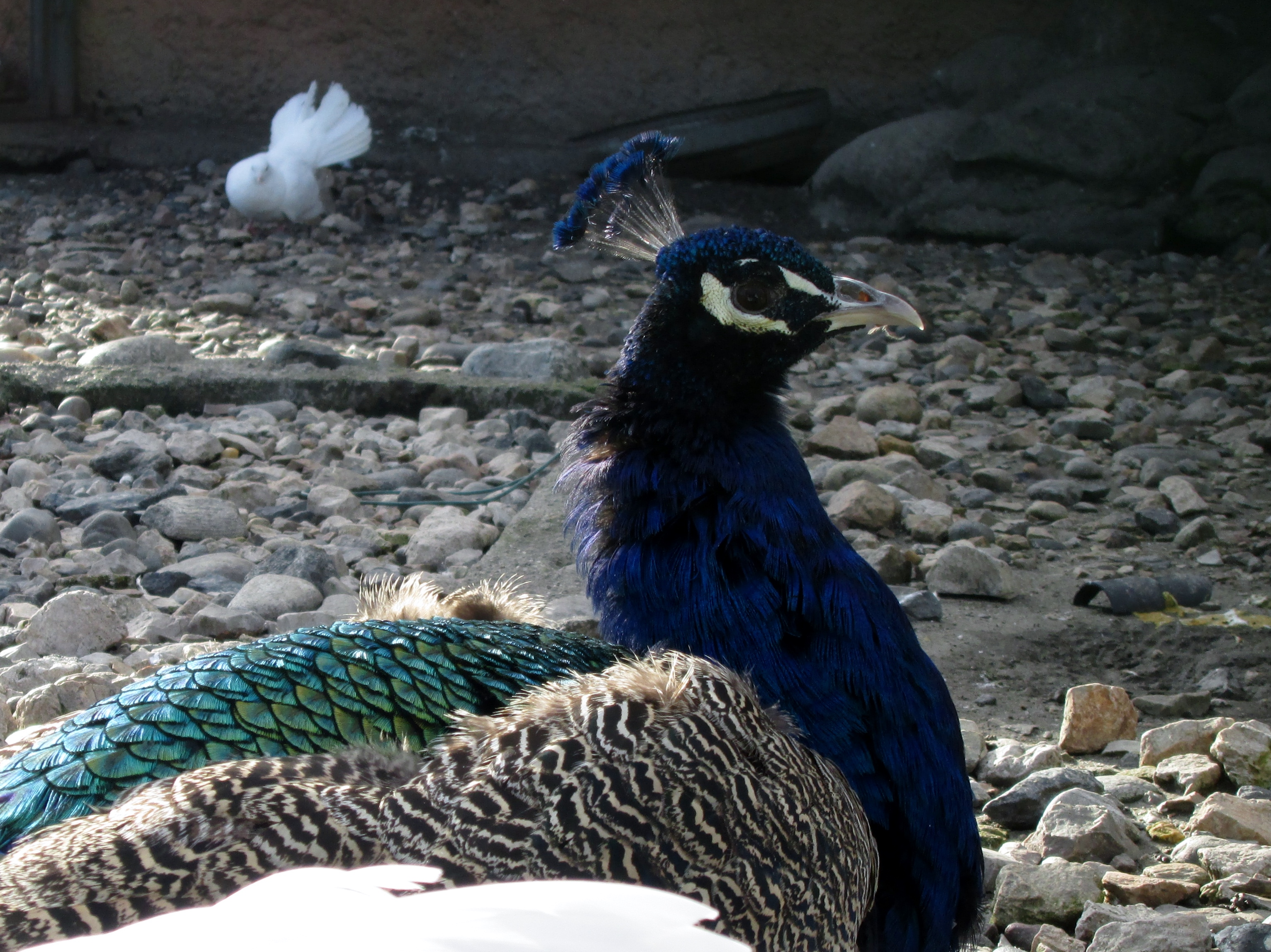
Paon bleu
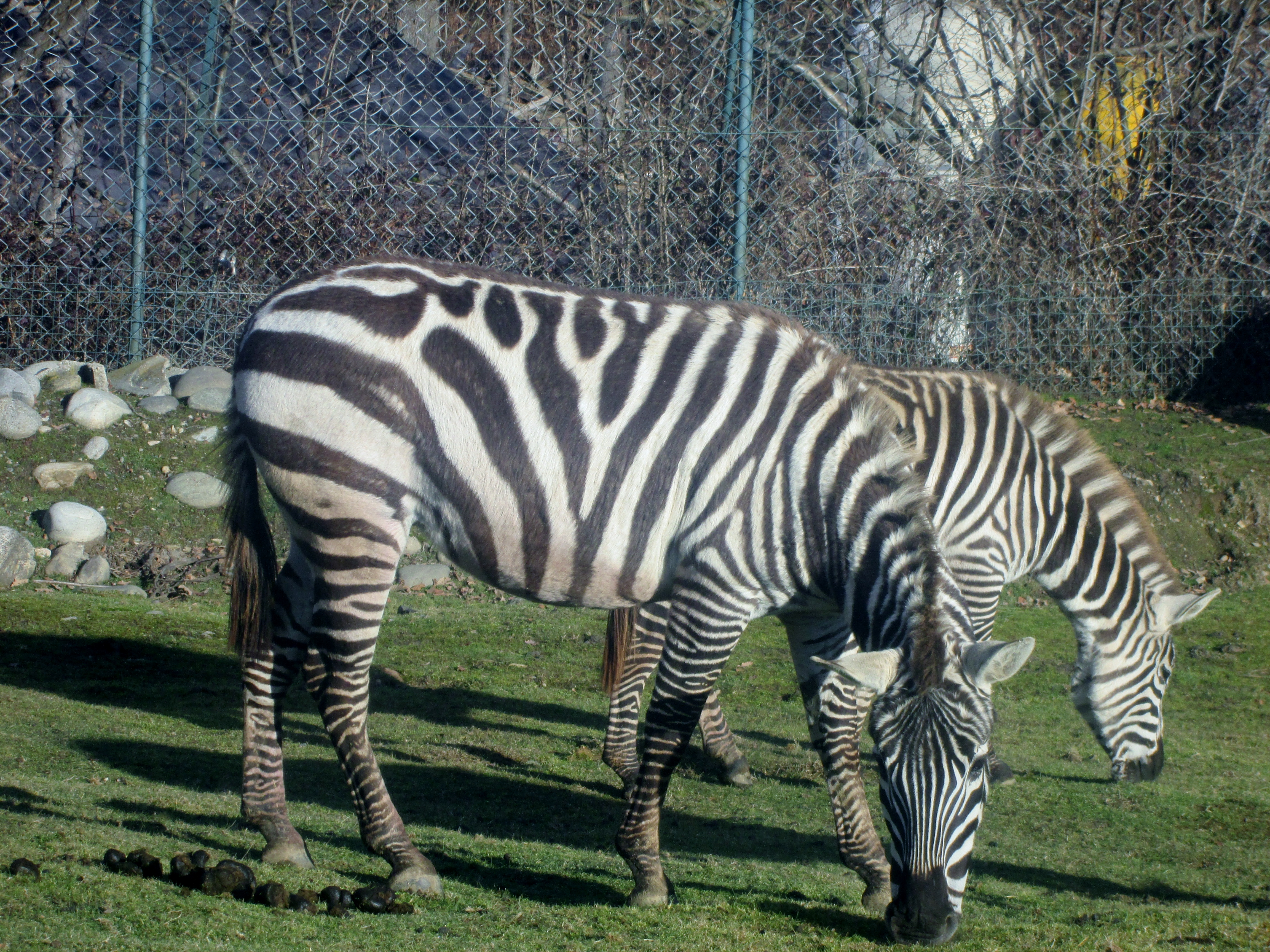
Zèbres
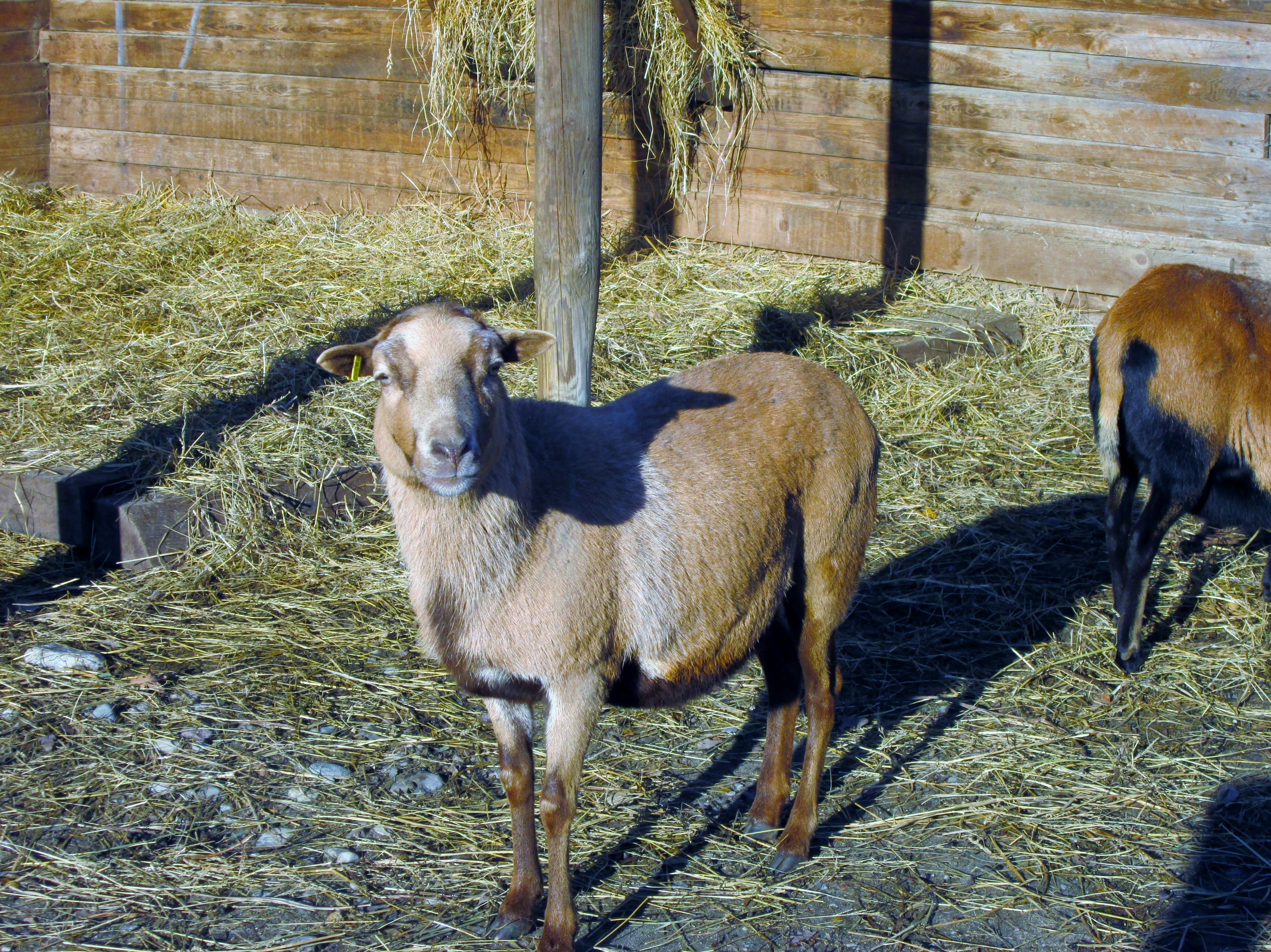
Mouton du Cameroun
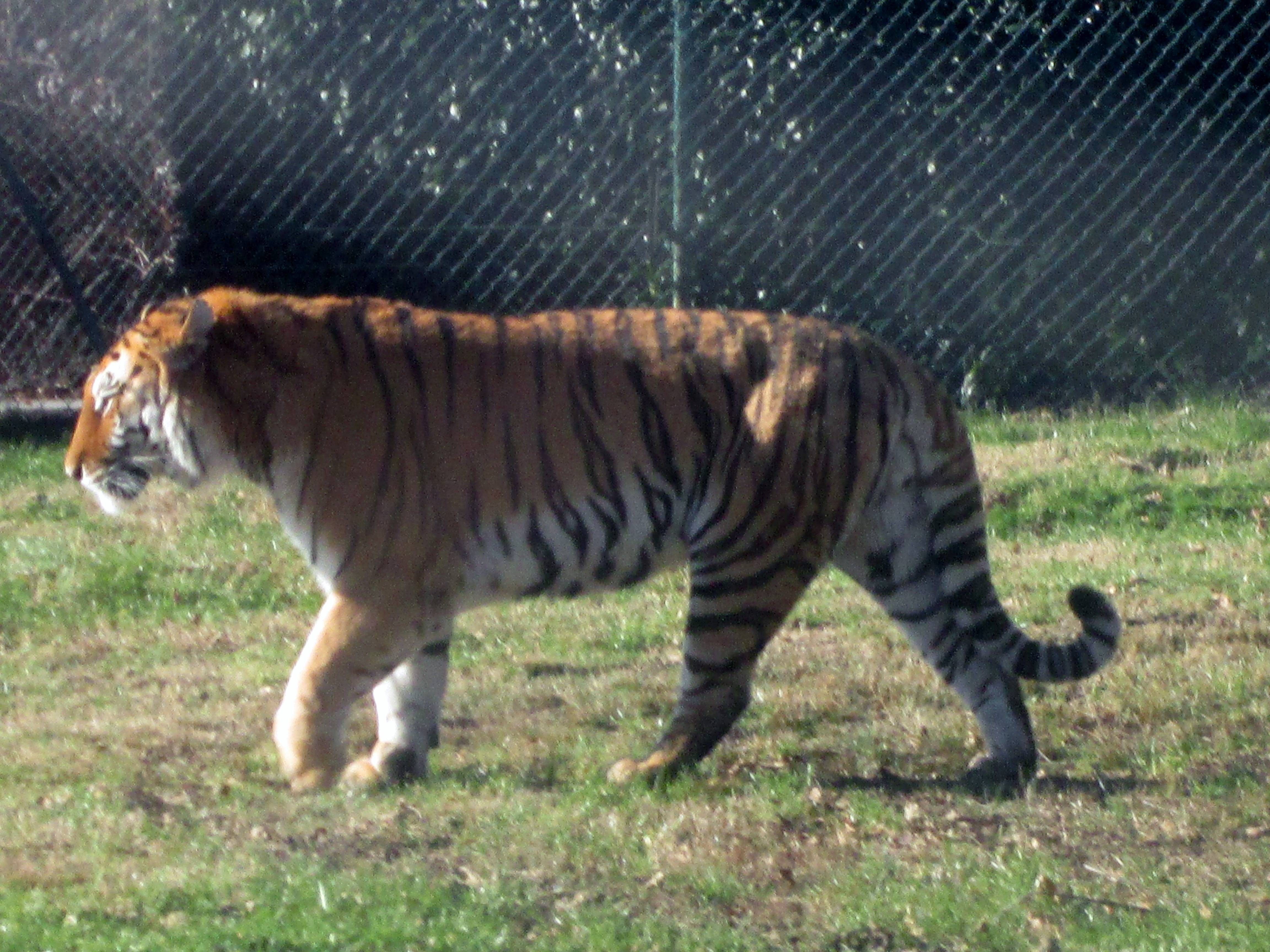
Tigre de Sibérie
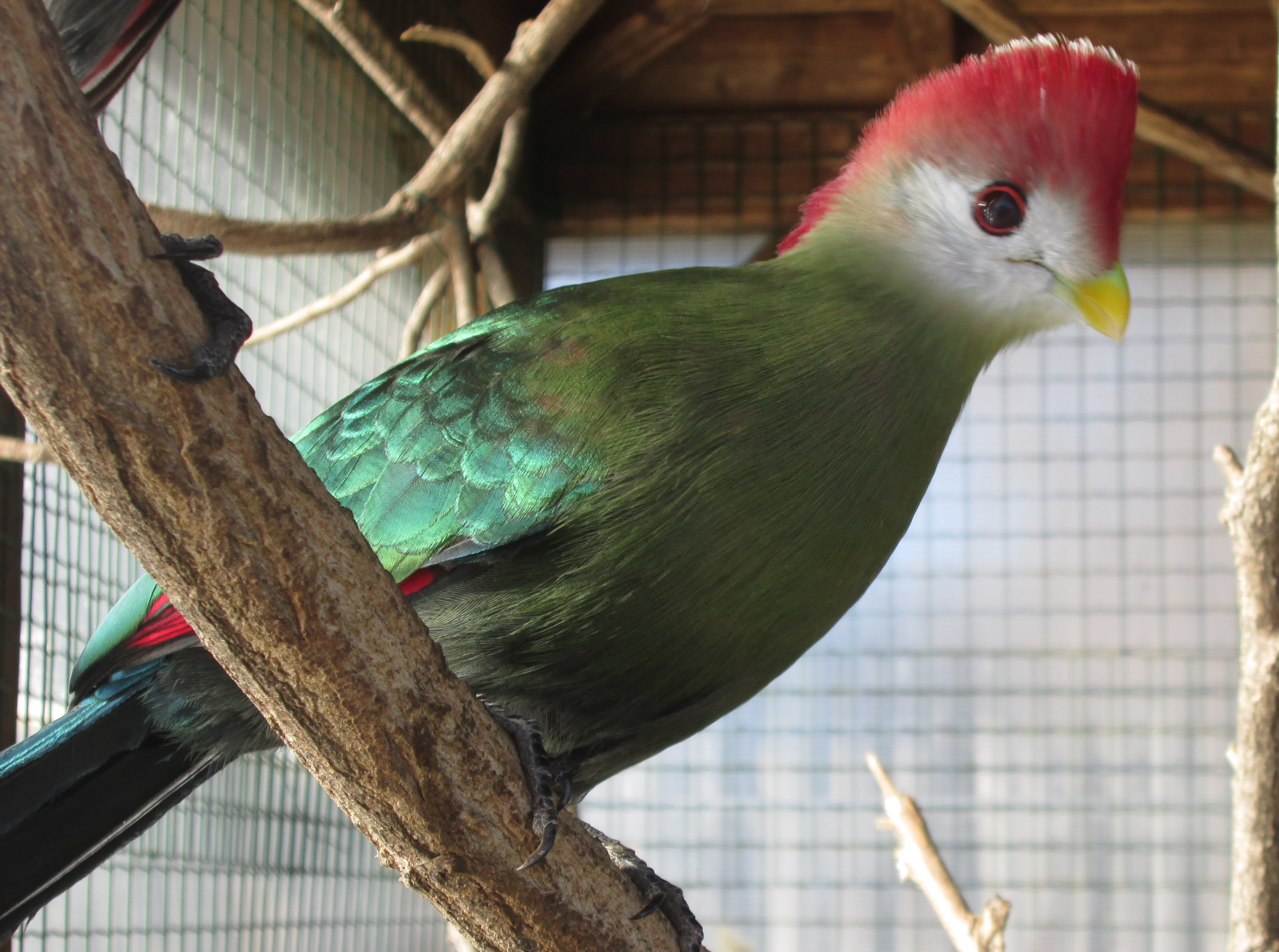
Touraco pauline
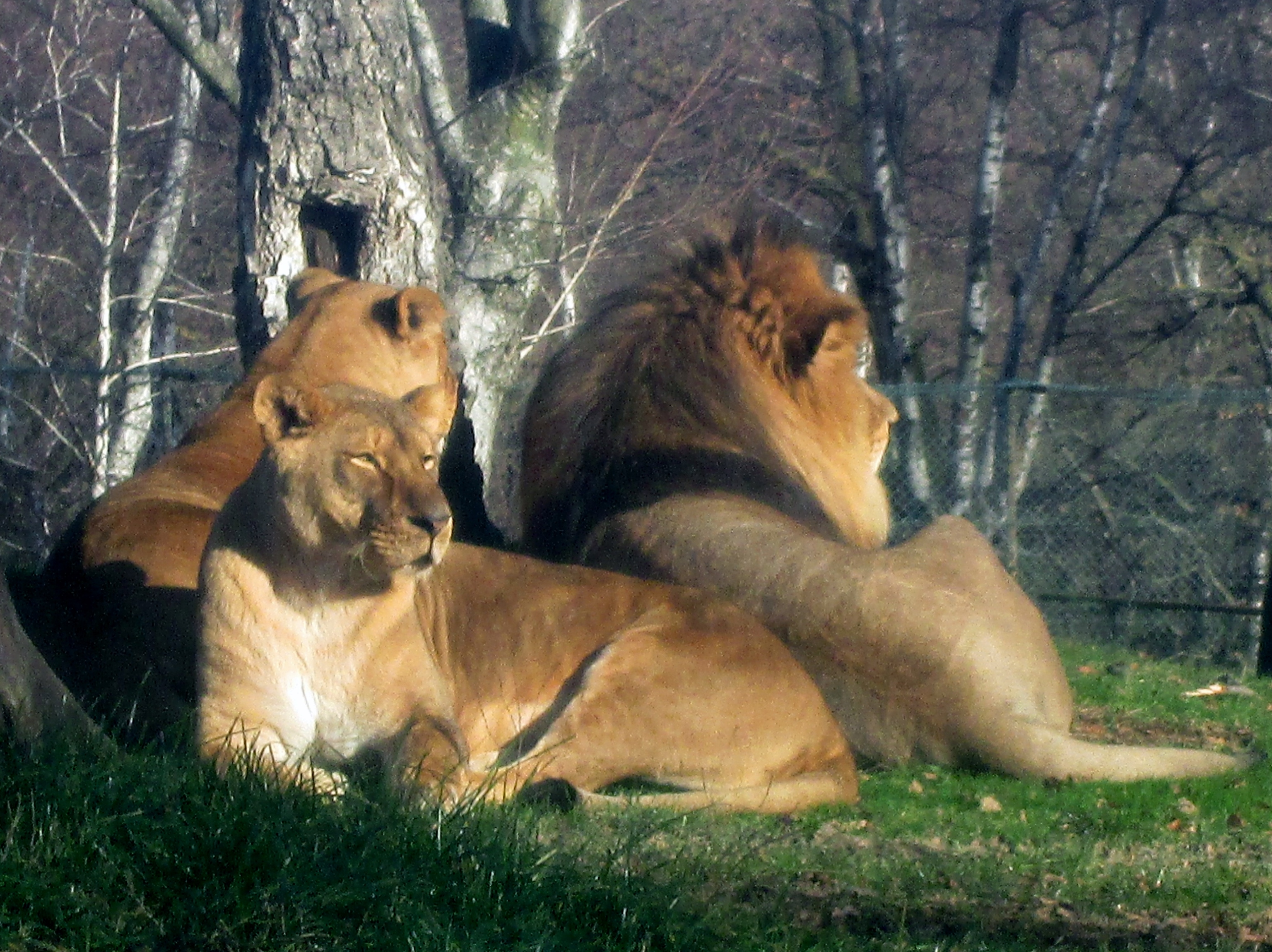
Lions